# Státní rezervace Erebuni

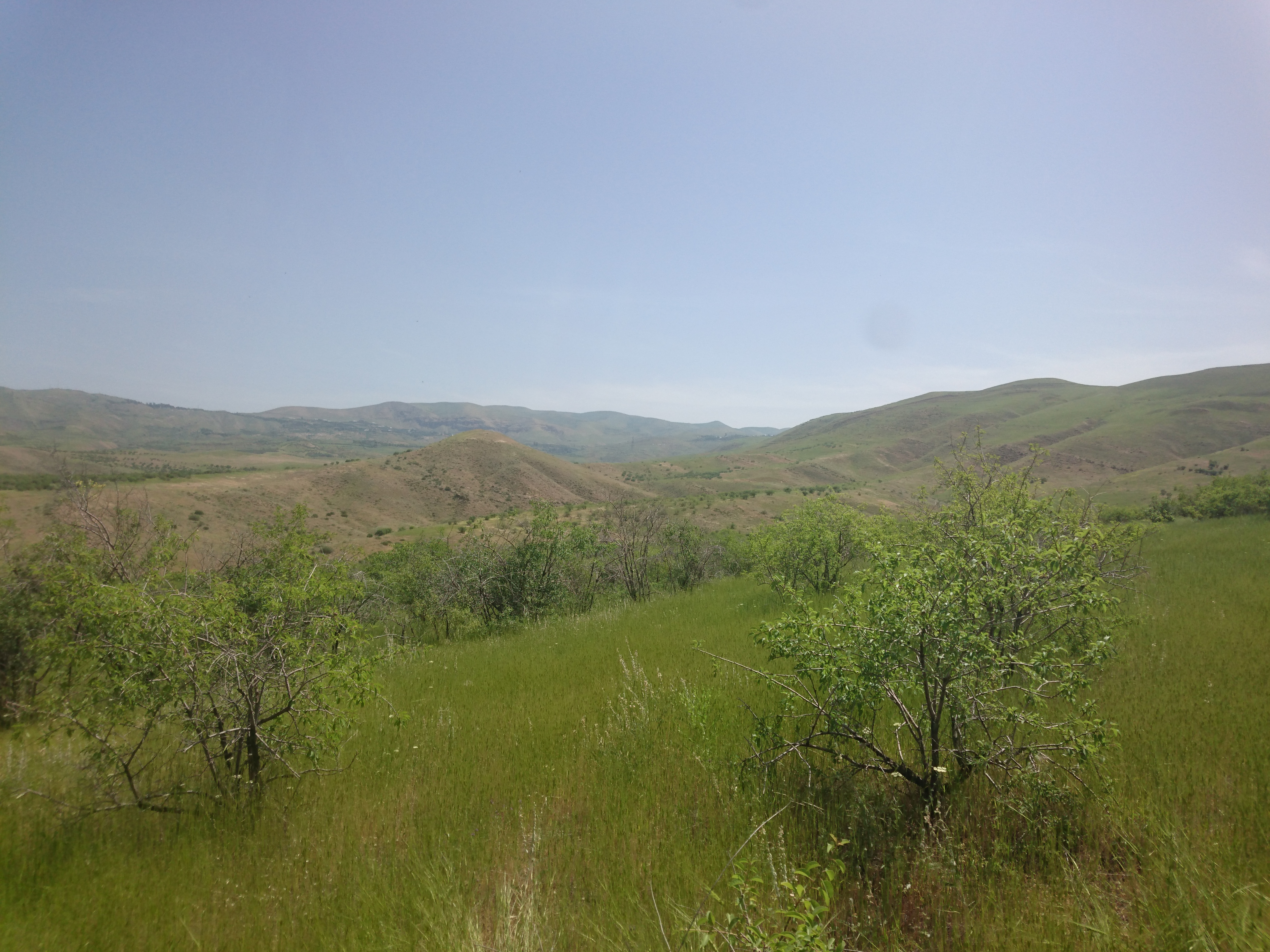
Krajina v národním parku

Státní rezervace Erebuni (arménsky Էրեբունի պետական արգելոց) je přírodní rezervace v Arménii. Nachází se 10 km jihovýchodně od arménského hlavního města Jerevanu v provincii Kotajk. Její rozloha činí 120 hektarů. Rezervace leží v nadmořské výšce 1300–1450 m a tvoří přechodovou zónu mezi polopouští a horskou stepí. Založena byla v roce 1981 v oblasti vesnic Mushaghbyur a Geghadir a původně měla rozlohu 99 hektarů, ale následně byla rozšířena o další území. Rezervace byla založena se záměrem chránit a zachovat rozmanitou faunu a flóru v oblasti, především přirozeně se vyskytující druhy divokých obilovin v jejich původním prostředí suché obilné stepi.

## Flóra a fauna

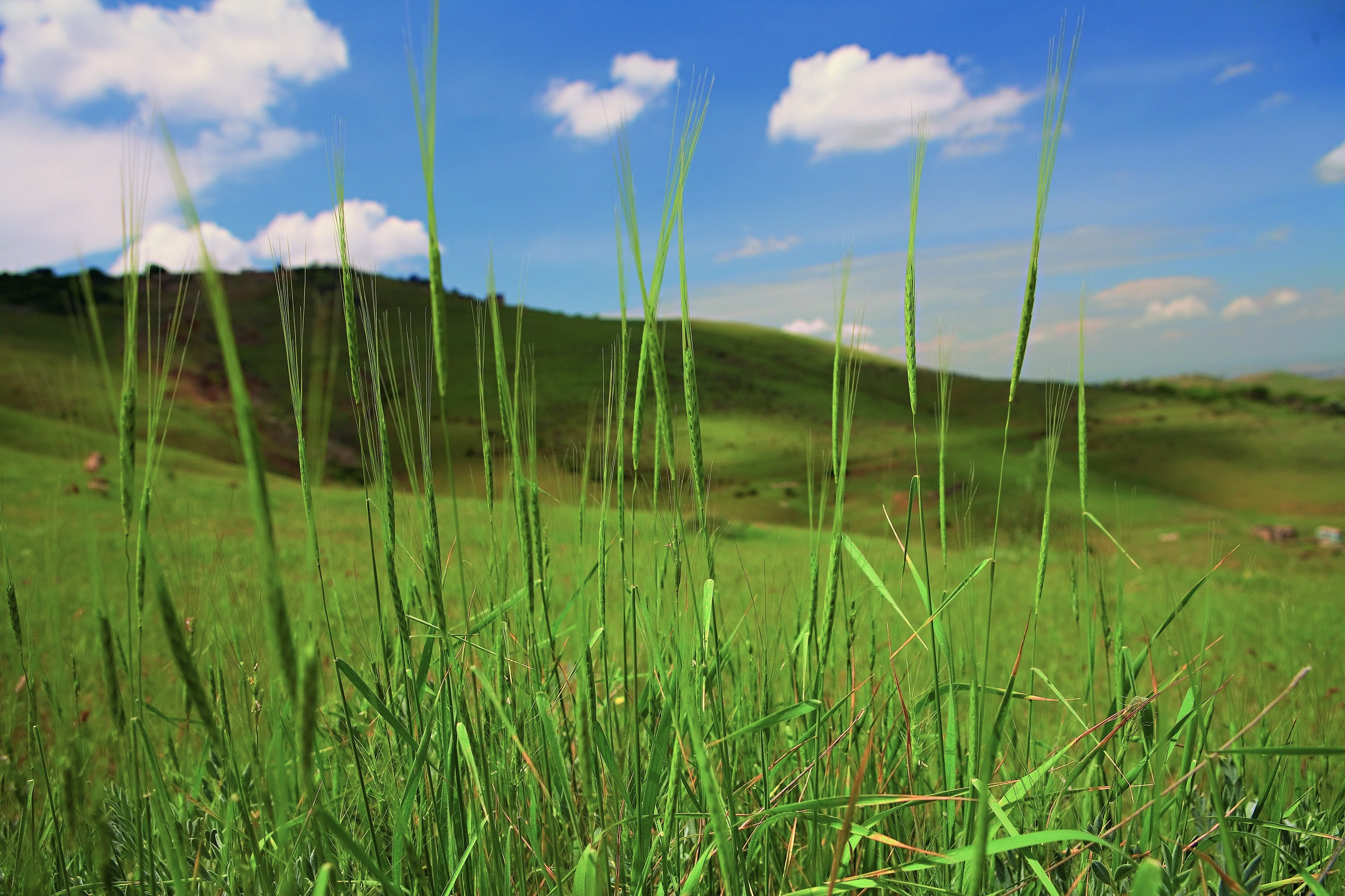
Divoká pšenice Triticum araraticum v národním parku Erebuni

Rezervace Erebuni je známá zejména výskytem divokých obilovin. Vedle řady druhů pšenice (Triticum araraticum, Triticum boeticum, Triticum urartu), žita, ječmene, ovsa a dalších lipnicovitých se zde vyskytuje i mnoho chráněných a endemických rostlin, jako je kosatec Iris elegantissima, které jsou zapsány v Červeném seznamu ohrožených druhů Arménie.
Z živočichů zde žijí například ropucha zelená, skokan skřehotavý (Rana ridibunda), rosničky, blatnice syrská (Pelobates syriacus), užovky, želva žlutohnědá, ptáci, hlodavci a šelmy.